# 大ノ森金市
大ノ森 金一（おおのもり きんいち、1920年8月5日 - 没年不明）は、秋田県平鹿郡大森町（現在の同県横手市）出身で伊勢ヶ濱部屋に所属した大相撲力士。本名は大黒 金一（おおぐろ きんいち、後、神谷（かみや）に改姓）。現役時代の体格は176cm、83kg。最高位は東前頭5枚目（1946年11月場所）。得意手は右四つ、突っ張り、足癖。

## 来歴
16歳の時に上京し、1937年1月場所に於いて、伊勢ヶ濱部屋から初土俵を踏む。四股名は出身地の平鹿郡大森町から、「大ノ森」と名乗った。1938年1月場所で序ノ口に付いてからは、負け越しなしで順調に番付を上げた。1941年5月場所で十両に昇進。十両も2場所で通過し、1942年5月場所で入幕した。
新入幕の場所では7勝8敗と番付に付いて以来初めて負け越し、翌場所も3勝12敗と大きく負け越して十両に落ちた。1944年1月場所で再入幕を果たしてから、幕内に定着した。
小柄ながら上突っ張りで相手を惑わせ、右を差して相手の左に食いつくしぶとい取り口が得意だった。右からの下手投げや内掛け、切り返しなど多彩な技でキビキビした相撲を取った。
26歳で「家業に専念する」という理由により、1947年6月場所限りで廃業。
廃業後は東京都内で、運送業の「神谷」を経営し、社長となり、また伊勢ケ浜部屋OBの会の「伊勢ケ浜会」の会長を務めた。

## 主な戦績
- 通算成績：99勝94敗10休 勝率.513
- 幕内成績：38勝57敗10休 勝率.400
- 現役在位：21場所
- 幕内在位：9場所
- 各段優勝
  - 幕下優勝：1回（1941年1月場所=7勝1敗）

### 場所別成績
| 1937年 （昭和12年） | （前相撲）            | x | （前相撲）              | x                |
| 1938年 （昭和13年） | 西序ノ口11枚目 4–3    | x | 東序二段11枚目 4–3      | x                |
| 1939年 （昭和14年） | 東三段目35枚目 5–2    | x | 西幕下46枚目 4–4        | x                |
| 1940年 （昭和15年） | 東幕下33枚目 5–3      | x | 西幕下15枚目 4–4        | x                |
| 1941年 （昭和16年） | 西幕下10枚目 優勝 7–1 | x | 西十両11枚目 9–6        | x                |
| 1942年 （昭和17年） | 西十両5枚目 9–6       | x | 東前頭19枚目 7–8        | x                |
| 1943年 （昭和18年） | 西前頭15枚目 3–12     | x | 西十両3枚目 10–5        | x                |
| 1944年 （昭和19年） | 東前頭15枚目 8–7      | x | 西前頭8枚目 1–9         | 西前頭19枚目 7–3 |
| 1945年 （昭和20年） | x                     | x | 東前頭10枚目 4–3        | 東前頭7枚目 5–5  |
| 1946年 （昭和21年） | x                     | x | x                       | 東前頭5枚目 3–10 |
| 1947年 （昭和22年） | x                     | x | 西前頭9枚目 引退 0–0–10 | x                |
| 各欄の数字は、「勝ち-負け-休場」を示す。 優勝 引退 休場 十両 幕下 三賞：敢=敢闘賞、殊=殊勲賞、技=技能賞 その他：★=金星 番付階級：幕内 - 十両 - 幕下 - 三段目 - 序二段 - 序ノ口 幕内序列：横綱 - 大関 - 関脇 - 小結 - 前頭（「#数字」は各位内の序列） |                       |   |                         |                  |

### 幕内対戦成績
| 力士名 | 勝数 | 負数 | 力士名   | 勝数 | 負数 | 力士名 | 勝数 | 負数 | 力士名   | 勝数 | 負数 |
| ------ | ---- | ---- | -------- | ---- | ---- | ------ | ---- | ---- | -------- | ---- | ---- |
| 愛知山 | 2    | 0    | 葦葉山   | 2    | 0    | 綾昇   | 1    | 1    | 綾若     | 1    | 0    |
| 有明   | 1    | 1    | 一渡     | 0    | 1    | 大岩山 | 0    | 1    | 大ノ海   | 2    | 1    |
| 鹿嶋洋 | 1    | 1    | 柏戸     | 1    | 2    | 神風   | 0    | 2    | 九州山   | 1    | 1    |
| 九ヶ錦 | 2    | 0    | 九州錦   | 0    | 1    | 高津山 | 0    | 4    | 琴錦     | 1    | 1    |
| 小松山 | 1    | 1    | 佐賀ノ花 | 0    | 1    | 相模川 | 0    | 1    | 櫻錦     | 1    | 1    |
| 汐ノ海 | 0    | 1    | 鯱ノ里   | 2    | 2    | 神東山 | 0    | 2    | 駿河海   | 0    | 1    |
| 武ノ里 | 1    | 1    | 立田野   | 0    | 1    | 玉ノ海 | 0    | 1    | 鶴ヶ嶺   | 3    | 2    |
| 輝昇   | 1    | 1    | 十三錦   | 1    | 1    | 名寄岩 | 0    | 1    | 羽黒山   | 0    | 1    |
| 常陸海 | 1    | 0    | 双子岩   | 0    | 1    | 二瀬川 | 1    | 0    | 双見山   | 1    | 2    |
| 不動岩 | 0    | 3    | 増位山   | 1    | 1    | 松ノ里 | 0    | 2    | 松浦潟   | 1    | 0    |
| 三根山 | 0    | 1    | 緑國     | 1    | 0    | 緑嶋   | 1    | 2    | 陸奥ノ里 | 0    | 2    |
| 八方山 | 1    | 0    | 大和錦   | 1    | 0    | 両國   | 0    | 1    | 若潮     | 2    | 2    |
| 若港   | 2    | 1    |          |      |      |        |      |      |          |      |      |